# Тенас Эффенди
Тенас Эффенди (индон.  Tenas Effendy ; 9 ноября 1936, Куала-Пандук, Пелаван, Нидерландская Индия — 28 февраля 2015, Пеканбару, Риау, Индонезия) — индонезийский литератор, филолог, культуролог. Псевдоним (с 1957). Настоящее имя Тенгку Нусаруддин Эффенди (индон.  Tengku Nusaruddin Effendy ).

## Краткая биография
Родился в семье придворного султана Хашима княжества Пелаван — отец был личным секретарём султана. В 1950 г. по окончании школы в Пелаване поступил в педагогическое училище в Бенгкалисе. В 1953 г. перевёлся в педагогическое училище в Паданге, которое окончил в 1957 г. В следующем 1958 г. переехал в Пеканбару (Риау), где стал работать учителем школы. Был активным членом организации «Молодые деятели искусства Индонезии» (SEMI). Позднее являлся также редактором еженедельника «Чананг» (Гонг) и «Синар Маса» (Луч эпохи). В 2000—2005 — председатель Комитета по малайскому адату Риау.

## Творческая деятельность
Писал стихи (пантуны, шаиры, гуриндамы), повести, эссе (первая повесть — «Ланчанг Кунинг — последний оплот», 1968). Собирал малайский фольклор (20 тыс. пословиц и поговорок, более 10 тыс. пантунов). Изучал быт и культуру народов Риау. Активно выступал в поддержку деятельности правительства по развитию малайского языка Опубликовал более 200 научных работ, в том числе 70 книг.

## Семья
В браке с 7.2.1970. Жена Тенгку Захара бинти Тенгку Лонг Махмуд. Семеро детей (три сына и четыре дочери).

## Основные работы[5]
- Обряд «тепунг тавар» (Upacara Tepung Tawar) (1968),
- Ланчанг кунинг в малайской мифологии Риау (Lancang Kuning dalam Mitos Melayu Riau) (1970),
- Искусство резьбы района Риау (Seni Ukir Daerah Riau) (1970),
- Ткачество Сиака (Tenunan Siak) (1971),
- Искусство Риау (Kesenian Riau) (1971),
- Хулубаланг Чананга (Hulubalang Canang) (1972)
- Раджа Индра — Герой (Raja Indra Pahlawan) (1972),
- Датук Паванг Перкаса (Datuk Pawang Perkasa) (1973),
- Не исчезнут малайцы с лица земли (Tak Melayu Hilang di Bumi) (1980),
- Исторический очерк княжества Сиак (Lintasan Sejarah Kerajaan Siak) (1981),
- Ханг Надим (Hang Nadim) (1982),
- Обряд омовения следов ног в Танах Петаланган (Upacara Mandi Air Jejak Tanah Petalangan) (1984),
- Разнообразие малайских пантунов (Ragam Pantun Melayu) (1985),
- Детские песни в жизнималайцев (Nyanyian Budak dalam Kehidupan Orang Melayu) (1986),
- Народные сказки района Риау (Cerita-cerita Rakyat Daerah Riau) (1987),
- Буджанг Си Унданг (Bujang Si Undang) (1988),
- Малайское единство (Persebatian Melayu) (1989),
- Юмор в малайских пантунах (Kelakar Dalam Pantun Melayu) (1990)
- Поучения в малайских пантунах (Tunjuk ajar dalam Pantun Melayu) (2004),
- Пантуны — нравоучения (Pantun nasehat) (2005).

## Награды
- Победитель конкурса на лучшее стихотворение на Фестивале культуры Ириан Джая (1962),
- Победитель конкурса на лучшую драматическую постановку на Фестивале культуры Ириан Джая (1962),
- Выдающийся деятель культуры Саганга (1997),
- Выдающийся общественный деятель Риау (2002),
- Награда Национального комитета по борьбе с наркотиками (2003),
- Награда и звание «Выдающийся деятель культуры» Бенгкалиса (2004),
- Выдающийся деятель культуры Риау (2005),
- Культурная премия мэра Пеканбару (2005),
- Почётный доктор Национального университета Малайзии (2005),
- Приз Джакартской академии (2006),
- Орден Звезды Махапутра 5 степени (2019, посмертно)[6].